# 刘安安
刘安安（1962年1月—），江西高安人，中华人民共和国政治人物。

## 生平
1962年1月，刘安安出生在江西省高安县（今高安市）。1979年，刘安安进入江西省高安师范学校普师专业学习。
1981年毕业后，刘安安先后出任江西省奉新县宋埠乡干部，团委副书记、书记，期间于1984年5月加入中国共产党。1989年12月，刘安安出任宋埠乡（1999年升格为宋埠镇）党委委员，1992年11月升任党委副书记，1995年12月兼任乡长，1997年12月升任党委书记兼人大主席。
2001年5月，刘安安调任中共上高县委常委、组织部长。
2002年3月，刘安安调回奉新县，出任县委常委、县人民政府常务副县长。
2009年2月，刘安安升任中共樟树市委副书记、市人民政府市长，2012年10月升任市委书记。
2019年3月，刘安安成为宜春市人大常委会党组成员，次月出任副主任。2022年5月退休。

### 落马
2024年6月18日，刘安安涉嫌严重违纪违法，主动向组织交代问题，接受江西省纪委监委纪律审查和监察调查。其搭档胡江萍（原樟树市市长）在2021年12月被查。